# Geta (Cognomen)
Geta (lateinisch: „Geter“ oder „aus dem Land der Geten“) ist ein römisches Cognomen.

## Namensträger
- Gaius Hosidius Geta (Legat), römischer Prätorier und Heerführer 43 v. Chr.
- Gaius Hosidius Geta (Münzmeister), römischer Münzmeister, möglicherweise 54 v. Chr.
- Gaius Licinius Geta, römischer Konsul 116 v. Chr., Zensor 108 v. Chr.
- Gaius Vitorius Hosidius Geta, römischer Suffektkonsul unter Hadrian
- Geta (Kaiser), Bruder und Mitregent des römischen Kaisers Caracalla
- Gnaeus Hosidius Geta, römischer Suffektkonsul 47
- Hosidius Geta, römischer Dichter um 200
- Lucius Lusius Geta, Präfekt der Provinz Ägypten, Prätorianerpräfekt, 1. Jahrhundert
- Publius Septimius Geta (Konsul 203), Bruder des Kaisers Septimius Severus
- Publius Septimius Geta (Vater des Septimius Severus), römischer Ritter punischer Abstammung